# Angraecum longicaule
Angraecum longicaule är en orkidéart som beskrevs av Joseph Marie Henry Alfred Perrier de la Bâthie. Angraecum longicaule ingår i släktet Angraecum och familjen orkidéer. Inga underarter finns listade i Catalogue of Life.